# Hôtel Deurbroucq
L'hôtel Deurbroucq est un hôtel particulier de style néo-classique bâti au XVIIIe siècle, situé sur l'allée de l'Île-Gloriette, dans le centre-ville de Nantes, en France. L'immeuble a été inscrit au titre des monuments historiques en 1945.

## Historique

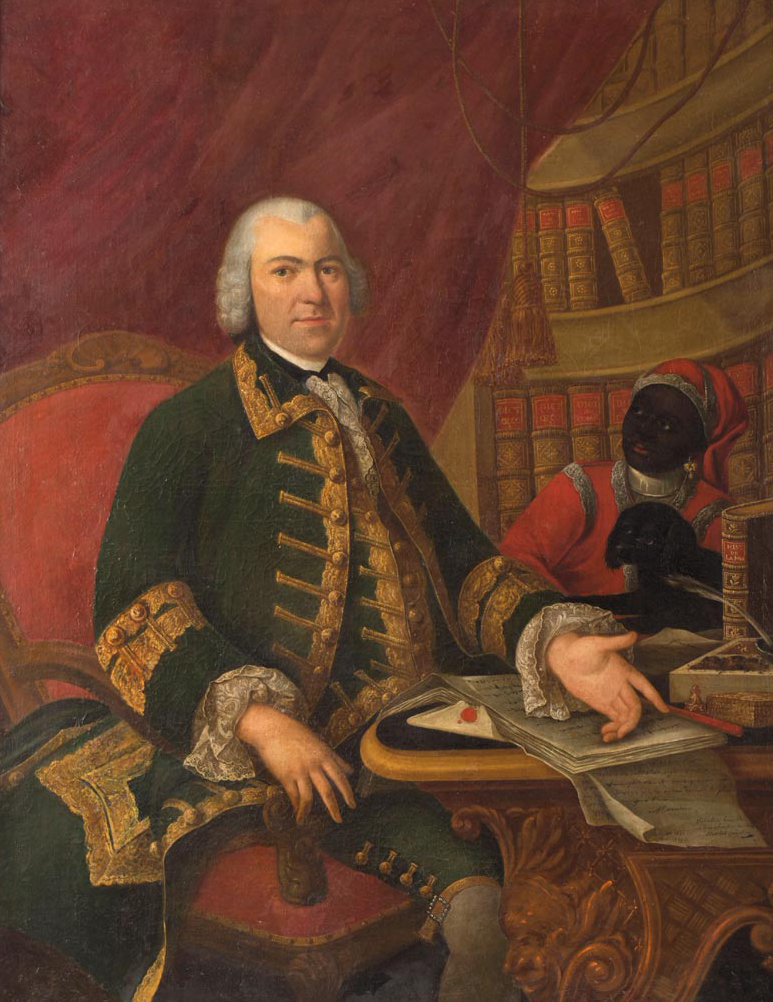
Dominique Deurbroucq et son esclave, par Pierre-Bernard Morlot.

Dominique Deurbroucq, courtier dans les affaires maritimes et très riche armateur du port de Nantes, amasse une énorme fortune au milieu du XVIIIe siècle, notamment dans la traite négrière. En 1764, il projette de se faire construire un hôtel particulier. Il fait appel à l'architecte Jean-Baptiste Ceineray, qui vient de réaliser les plans de la Chambre des comptes de Bretagne, dont les travaux commencent en 1763. L'hôtel Deurbroucq est construit en 1769. Deurbroucq dépense la somme importante pour l'époque de 500 000 livres, et veut que le bâtiment soit un témoignage de sa richesse.
À sa mort, son fils Piter Deurbroucq habite le palais. Baron d'Empire, il n'est pas menacé par la Restauration, au cours de laquelle il est fait commandant de la Légion d'honneur et chevalier de l'ordre de Saint-Louis. L'hôtel Deurbroucq est mis en vente après sa mort en 1831.
En 1784, à la succession de la veuve Deurbroucq, l'hôtel avait été séparé en deux lots : le grand et le petit hôtel. Les quatre filles Deurbroucq conservent la propriété du grand hôtel. Il est cédé par leurs héritiers en 1821 à Paul Métois, négociant en charbons, qui le revend à son tour à la famille Dupuy en 1844.
En 1874, l'immeuble devient propriété de la famille Godard, importateurs de charbon. Le nouveau propriétaire, Gaston Godard, remplace les armoiries des Deurbroucq par les siennes, deux « G » entrelacées. C'est ensuite la famille Grandjouan qui acquiert l'édifice en 1920.
Au cours de la Seconde Guerre mondiale, lors des bombardements du 16 septembre 1943 sur Nantes, l'immeuble est endommagé. Il est restauré après la guerre. L'hôtel Deurbroucq est inscrit aux monuments historiques par arrêté du 6 août 1945.
Le petit hôtel, c’est-à-dire l’aile gauche du bâtiment actuel, a été acheté par la société Peugeot qui la revend en 1986 au CHU de Nantes qui y installe son siège administratif. Le tribunal de commerce y siégea aussi jusqu'à son transfert en 2006 dans l'immeuble « Le Rhuys » au no 2 bis quai François-Mitterrand. Avec le CHU, c'est désormais le tribunal administratif qui occupe la majeure partie des locaux restants.

## Galerie

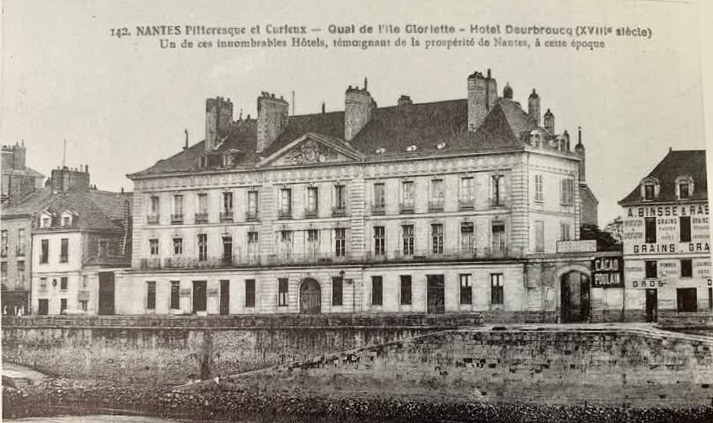
Hôtel Deurbroucq sur l'île Gloriette avant les comblements de la Loire.
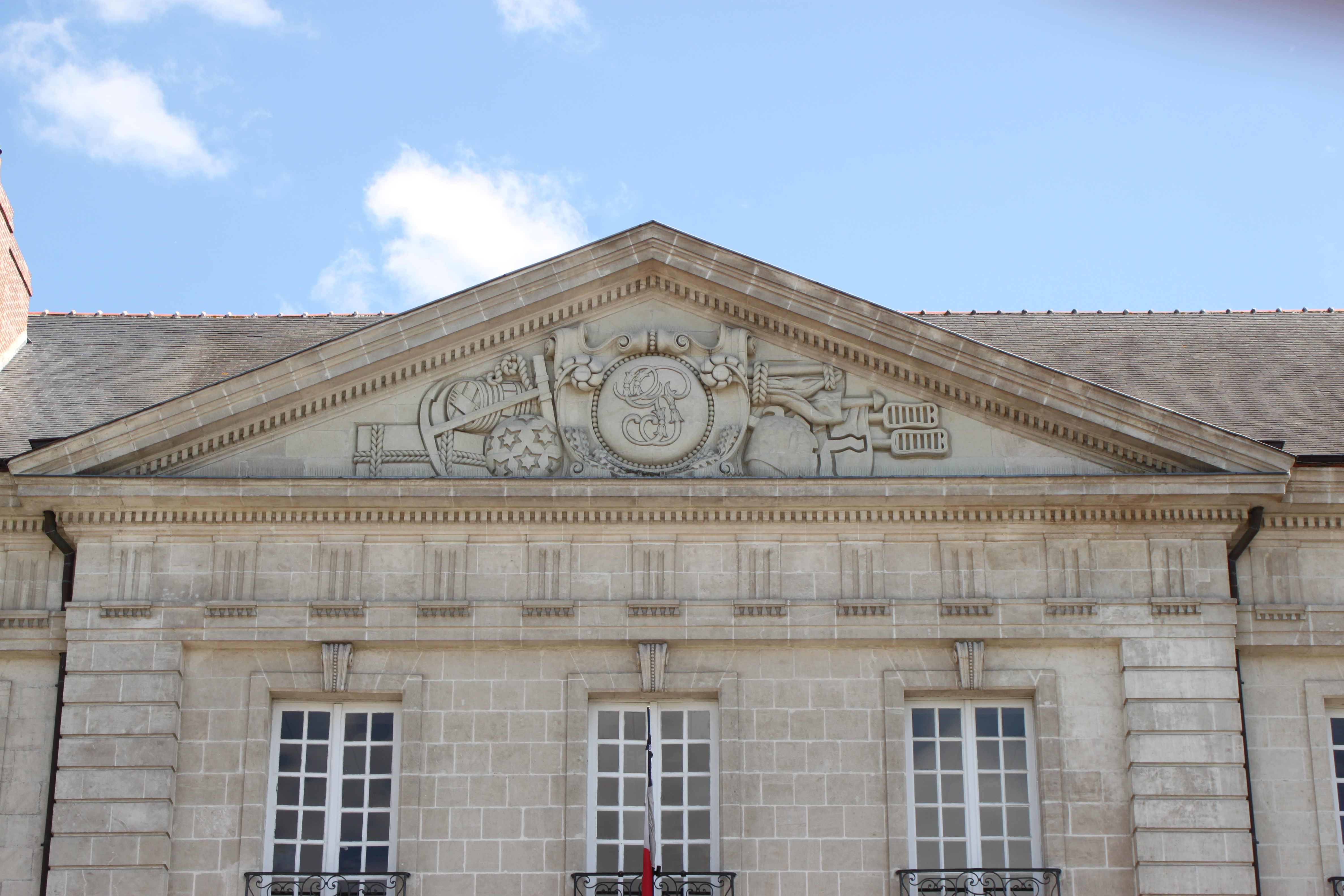
Le fronton de l'hôtel.